# Mount Nelson (Grenada)
Der Mount Nelson ist ein Berg im Westen des Inselstaates Grenada. Er erreicht zwar nur eine Höhe von 513 m, ist aber ein prägnanter Berg an der Westküste.

## Geographie
Der Berg befindet sich im Westen des Landes auf dem Gebiet des Parish Saint Mark. An seinem Westhang befinden sich die Tufton Hall Waterfalls.